# ヤン・スナイデルス
ヤン・スナイデルス（Johannes Henricus Cornelis "Jan" Snijders、1943年9月14日 - ）は、オランダのアイントホーフェン出身の柔道選手。階級は中量級(80kg級)。身長183cm。体重80kg。1965年の世界選手権無差別3位のペーター・スナイデルスとは双子の兄弟。段位は8段。

## 人物
柔道は11歳の時にペーターとともに始めた。1961年にはヨーロッパジュニア中量級で優勝した。翌年にはヨーロッパ選手権でも優勝を飾り、アントン・ヘーシンクに続く存在として期待されることになった。1964年のヨーロッパ選手権中量級ではペーターとともに3位に入った。東京オリンピック中量級にもペーターとともに出場するが、予選リーグ1勝2敗で決勝トーナメントには進めなかった(ペーターは5位)。1965年のヨーロッパ選手権では3位だった。1969年にはヨーロッパ選手権で3位になるが、世界選手権では5位にとどまった。
一方で、1967年には柔道の教授免状を得ると、柔道教室を開設して指導にあたることにもなった。また、1972年には審判員になると、1976年にコンチネンタル審判員に昇格、1984年からはインターナショナル審判員としてオリンピックや世界選手権で審判を務めた。1992年にはEJU審判委員会に加わると2004年には審判理事に就任して、EJU内での審判講習や規約の制定、柔道技術の評価などにも積極的に関与することになった。
現在はスペインのフアン・カルロス・バルコスとともにIJF審判理事も務めており、ルール変更に影響力を有している。また、ジュリーとしても大きな権限を持っていると言われる。レスリングとの明確な差別化や、視聴者へより魅力的でわかりやすい視点を提供するという観点から、2010年には下半身への手や腕による攻防が制限され、2013年からは試験的に全面禁止(2014年からは正式に禁止)されることになった新ルールの制定にも大きく関わった。なお、技ありの廃止も提唱していたものの、こちらは合意を得るには至っていない。

## 主な戦績
- 1961年 - ヨーロッパジュニア　優勝
- 1962年 - ヨーロッパ選手権　優勝
- 1964年 - ヨーロッパ選手権　3位
- 1965年 - ヨーロッパ選手権　3位
- 1966年 - ドイツ国際　2位
- 1969年 - ヨーロッパ選手権　3位
- 1969年 - 世界選手権　5位